# Les P'tits Schtroumpfs
Les P'tits Schtroumpfs est le treizième album de la série de bande dessinée Les Schtroumpfs de Peyo. Elle est publiée pour la première fois en 1988 aux éditions Dupuis.
L'album contient deux histoires : Les P'tits Schtroumpfs et Le Schtroumpf robot.
Le film d'animation du même nom, compilant quatre épisode de la série animée, est sorti l'année précédente.

## Les P'tits Schtroumpfs
Les P'tits Schtroumpfs est  la vingt-neuvième histoire, de la série de bande dessinée Les Schtroumpfs. Elle est publiée pour la première fois du no 2595 au no 2600 du journal Spirou.

### Résumé
Lors d’une expérience, le Grand Schtroumpf casse son sablier et demande à trois Schtroumpfs (le Schtroumpf nature, le Schtroumpf mollasson et le Schtroumpf colérique) d’aller en chercher un autre chez le Père Temps. Mais ce dernier n’est pas chez lui et les trois Schtroumpfs rentrent par une fenêtre ouverte. Le papillon du Schtroumpf nature entre dans une horloge. Les Schtroumpfs y rentrent également afin de le récupérer mais à ce moment-là, l’horloge se referme avec les trois lutins bleus piégés à l’intérieur. Seulement, les aiguilles de cette horloge tournent à l’envers et quand les Schtroumpfs en ressortent, les voila rajeunis et devenus des P’tits Schtroumpfs. Le papillon du Schtroumpf nature a aussi rajeuni et est redevenu une chenille.
En rentrant au village, ils apportent son sablier au Grand Schtroumpf mais leur jeunesse provoque quelques conflits de générations avec les autres Schtroumpfs (notamment le Schtroumpf à lunettes). Les p'tits Schtroumpfs décident de se démarquer des « grands », tant par leur langage désinvolte et d'une relative insolence, mais aussi par leurs tenues (les leurs étant devenues trop grandes pour eux) : le Schtroumpf mollasson ajoute à sa culotte et son bonnet blancs un tee-shirt rouge, le Schtroumpf colérique un tee-shirt jaune orné d'un nuage orageux, et le Schtroumpf nature remplace le tout par une salopette brune à une bretelle et déchirée aux chevilles, pieds nus et bonnet de paille.
Par la suite, les p'tits Schtroumpfs se rendent compte que la Schtroumpfette se sent seule et demandent innocemment au Grand Schtroumpf les secrets de sa naissance (elle a été créée par Gargamel pour piéger les Schtroumpfs). Les p'tits vont donc chez Gargamel pour voler la recette de la Schtroumpfette. Le sorcier s'en aperçoit et va dans la caverne de la source pour y ensorceler la terre glaise bleue nécessaire à la fabrication d'une Schtroumpfette pour qu'elle explose au soleil de midi. La nuit suivante, les p'tits fabriquent leur Schtroumpfette, qu'ils nomment Sassette. À la différence de la Schtroumpfette qui a d'abord été assez laide et brune, puis grâce au Grand Schtroumpf, jolie et blonde, Sassette naît directement rousse, ornée de taches de rousseur sur le nez et assez mignonne.
Le Grand Schtroumpf s'aperçoit plus tard de l'ensorcèlement de la terre glaise bleue par Gargamel et concocte un antidote qui est jeté au visage de Sassette. Tout rentre dans l'ordre et le village comme la Schtroumpfette ont gagné une nouvelle amie.

## Le Schtroumpf robot
Le Schtroumpf robot est la trentième histoire de la série 'Les Schtroumpfs. Elle est publiée pour la première fois du no 2607 au no 2610 du journal Spirou. C'est une nouvelle adaptation de l'histoire Benco et les Schtroumpfs, sortie en 1980, Benco étant remplacé par le Schtroumpf robot.

### Résumé
Le Schtroumpf bricoleur, fatigué des tâches ménagères quotidiennes, invente un Schtroumpf robot pour les faire pendant qu'il bricole. Mais rapidement, cette nouvelle invention est acclamée par le village depuis que le robot distribue de la soupe de salsepareille aux Schtroumpfs. Le lendemain, Gargamel décide de se déguiser en vieux hère errant pour piéger les Schtroumpfs en forêt. Mais le robot, naïf, tombe dans le piège et se fait capturer avec le Schtroumpf bricoleur alors qu'ils se promenaient en forêt. En voyant le robot, Gargamel décide d'en créer un autre qu'il va envoyer dans la forêt afin de rallier le village en leur distribuant une mixture empoisonnée. Pendant ce temps, les Schtroumpfs, inquiets, partent à la recherche des deux prisonniers dans la forêt la nuit. Ils y retrouvent le faux robot qu'ils ramènent au village. Une fois rentrés, le robot distribue la mixture aux Schtroumpfs (en pensant manger la soupe de salsepareille) avant de se coucher (seul le Grand Schtroumpf n'en a pas pris). Au même moment, le Schtroumpf bricoleur s'évade de chez Gargamel grâce au robot et rejoint le village au matin.
Mais à son arrivée, le Schtroumpf bricoleur constate que la mixture du faux robot a changé les Schtroumpfs en monstres, à l’exception du Grand Schtroumpf qui n'en a pas pris, constatent la disparition du faux robot parti retourner chez son maître et décident de partir chez Gargamel. Ce dernier est informé par son robot de la disparition du Schtroumpf bricoleur et organise un duel entre les robots en attendant les Schtroumpfs. Ces derniers prennent rapidement le dessus sur le sorcier pendant que le robot bat le faux robot. Après la bataille, Gargamel, bien que vaincu, considère sa vengeance accomplie en les voyant transformés en monstres et qu'il n'y a pas de remède contre le maléfice. Heureusement, les Schtroumpfs peuvent compter sur leur robot qui leur distribue de la soupe de salsepareille pour leur rendre leur apparence normale. Puis, ils donnent au sorcier la mixture du faux robot et s'en vont.
Gargamel, transformé en monstre, constate avec impuissance l'explosion de son robot qui a bu la mauvaise fiole censée lui permettre de rattraper les Schtroumpfs.